# Hosdurga
Hosdurga é uma panchayat (vila) no distrito de Chitradurga, no estado indiano de Karnataka.

## Geografia
Hosdurga está localizada a 13° 48′ N, 76° 17′ L. Tem uma altitude média de 739 metros (2424 pés).

## Demografia
Segundo o censo de 2001, Hosdurga tinha uma população de 22 480 habitantes. Os indivíduos do sexo masculino constituem 52% da população e os do sexo feminino 48%. Hosdurga tem uma taxa de literacia de 72%, superior à média nacional de 59,5%: a literacia no sexo masculino é de 76% e no sexo feminino é de 68%. Em Hosdurga, 12% da população está abaixo dos 6 anos de idade.